# Beatrix von Sizilien
Beatrix von Sizilien (auch Beatrix von Anjou; * um 1252; † zwischen 16. November und 13. Dezember 1275) war durch ihre Ehe mit Philipp von Courtenay († 1283) eine Titularkaiserin des Lateinischen Kaiserreichs von Konstantinopel.

## Leben
Beatrix war das zweite Kind des französischen Fürsten Karl von Anjou († 1285) und der Beatrix von der Provence († 1267), welches das Erwachsenenalter erreichte. Damit war sie väterlicherseits eine Angehörige des französisch-kapetingischen Hauses Anjou. Ihr Vater hatte 1266 das Königreich Sizilien erobert. Im Testament ihrer Mutter vom 30. Juni 1266 wurde sie mit 10.000 Tournoiser Pfund bedacht.
Im Vertrag von Viterbo vom 27. Mai 1267 wurde Beatrix von ihrem Vater mit Philipp von Courtenay verlobt, dem Erbsohn des exilierten lateinischen Kaisers von Konstantinopel Balduin II., zu dessen Rückführung in die Hauptstadt des Lateinischen Kaiserreiches (Romania) sich ihr Vater verpflichtet hatte. Die Hochzeit fand am 15. Oktober 1273 in Foggia statt. Ihr Schwiegervater starb spätestens im Januar 1274, worauf Beatrix mit ihrem Mann in der kaiserlichen Würde nachfolgte. Dokumente oder Chroniken, die sie in kaiserlicher Titulatur nennen, sind nicht überliefert beziehungsweise verloren gegangen. Urkundlich wurde sie am 16. November 1275 letztmals unter den Lebenden und am 13. Dezember desselben Jahres erstmals als verstorben genannt.
Als einziges Kind aus der Ehe ging Katharina von Courtenay (1274–1308) hervor.